# James Wan
James Wan (Kuching, 26 februari 1977) is een Chinees-Australische producer, filmregisseur en screenwriter van Chinees-Maleisische afkomst.
Wan verhuisde op jonge leeftijd van Maleisië naar het Westen van Australië. Het was zijn droom om horrorfilms te maken. Hij studeerde aan de Royal Melbourne Institute of Technology.
Voordat hij een kaskraker maakte, maakte hij eerst de film Stygian, met Shanon Young. Hiermee won hij de Best Guerrilla Film bij de Melbourne Underground Filmfestival in 2000.
Hij ontmoette Leigh Whannell, met wie hij in 2004 zijn eerste filmsucces, Saw beleefde. Het succes was groter dan verwacht, Saw begon als een low-budgetfilm, die uitgroeide tot een horrorfranchise. Wan stopte na Saw met het maken van vervolgfilms in deze franchise en liet dit over aan Gregg Hoffman. Aan Saw IV werkt hij mee als Executive Producer. In 2007 maakte Wan de horrorfilm Dead Silence en de actie-dramafilm Death Sentence. In 2010 werd door Wan & Whannel gewerkt aan de horrorfilm Insidious, die vervolgens het jaar daarna zijn bioscooprelease beleefde.

## Filmografie
- Bibsys: 1470399609596
- Biblioteca Nacional de España: XX4690999
- Bibliothèque nationale de France: cb15593292b (data)
- Gemeinsame Normdatei: 140914587
- International Standard Name Identifier: 0000 0001 1616 4956
- Library of Congress Control Number: no2005110658
- MusicBrainz: e3327ccd-01b5-42bb-8126-a57e18a4b0ca
- Bibliotheek van het Japanse parlement: 00976107
- Nationale Bibliotheek van Tsjechië: xx0208334
- Nationale Bibliotheek van Polen: a0000002950042
- Nederlandse Thesaurus van Auteursnamen: 28837889X
- Système universitaire de documentation: 17011015X
- Virtual International Authority File: 32317357
- WorldCat: E39PBJf8tFgwMYTk8dKG7KH3cP